# Myrcia gonini
Myrcia gonini är en myrtenväxtart som beskrevs av Mcvaugh. Myrcia gonini ingår i släktet Myrcia och familjen myrtenväxter. Inga underarter finns listade i Catalogue of Life.